# شيرمان (مدينة)
شيرمان (بالإنجليزية: Sherman)‏ هي مدينة ومقر مقاطعة غرايسون، تكساس في الولايات المتحدة. بلغ عدد سكان المدينة حسب تعداد العام 2010 نحو 38,521 نسمة. كما أنها واحدة من مدينتين رئيسيتين في منطقة شيرمان-دينيسون العمرانية الإحصائية.

## التركيبة السكانية
حدّد مكتب تعداد الولايات المتحدة بيانات التركيبة السكانية لشيرمان في تعداد الولايات المتحدة. في ما يلي، التركيبة السكانية حسب تعدادي 2000 و2010.

### تعداد عام 2000
بلغ عدد سكان شيرمان 35,082 نسمة بحسب تعداد عام 2000، وبلغ عدد الأسر 13,739 أسرة وعدد العائلات 8,824 عائلة مقيمة في المدينة. في حين سجلت الكثافة السكانية 293 نسمة لكل كيلومتر مربع (758.9/ميل2). وبلغ عدد الوحدات السكنية 14,926 وحدة بمتوسط كثافة قدره 124.7 لكل كيلومتر مربع (323.0/ميل2).
وتوزع التركيب العرقي للمدينة بنسبة 78.46% من البيض و11.23% من الأمريكيين الأفارقة و1.33% من الأمريكيين الأصليين و1.06% من الأمريكيين ذوي الأصول الآسيوية و0.03% من سكان جزر المحيط الهادئ و5.26% من الأعراق الأخرى و2.62% من عرقين مختلطين أو أكثر و12.14% من الهسبانيون أو اللاتينيون من أي عرق.
بلغ عدد الأسر 13,739 أسرة كانت نسبة 34.5% منها لديها أطفال تحت سن الثامنة عشر تعيش معهم، وبلغت نسبة الأزواج القاطنين مع بعضهم البعض 46.7% من أصل المجموع الكلي للأسر، ونسبة 13.4% من الأسر كان لديها معيلات من الإناث دون وجود شريك،  بينما كانت نسبة 4.1% من الأسر لديها معيلون من الذكور دون وجود شريكة وكانت نسبة 35.8% من غير العائلات. تألفت نسبة 30.4% من أصل جميع الأسر من عدة أفراد يعيشون في نفس المنزل ونسبة 12.5% كانت تتألف من شخص يعيش بمفرده يبلغ من العمر 65 عاماً أو أكثر. وبلغ متوسط حجم الأسرة المعيشية 2.42، أما متوسط حجم العائلات فبلغ 3.01.
بلغ العمر الوسطي للسكان 34.0 عاماً. وكانت نسبة 24.5% من القاطنين تحت سن الثامنة عشر، وكانت نسبة 10.8% بين الثامنة عشر والرابعة والعشرين عاماً، ونسبة 27.1% كانت واقعةً في الفئة العمرية ما بين الخامسة والعشرين والرابعة والأربعين عاماً، ونسبة 18.9% كانت ما بين الخامسة والأربعين والرابعة والستين، ونسبة 13.6% كانت ضمن فئة الخامسة والستين عاماً فما فوق. يوجد لكل 100 أنثى 92.5 ذكر، ويوجد لكل 100 أنثى في الثامنة عشر من عمرها فما فوق 89.6 ذكر.
بلغ متوسط دخل الأسرة في المدينة 34,211 دولارًا، أما متوسط دخل العائلة فبلغ 42,528 دولارًا. وكان متوسط دخل الذكور 31,828 دولارًا مقابل 23,363 دولارًا للإناث. وسجل دخل الفرد الخاص بالمدينة 18,717 دولارًا. وكانت نسبة 9.6% من العائلات ونسبة 13.3% من السكان تحت خط الفقر، وكان من هؤلاء نسبة 15.3% تحت سن الثامنة عشر ونسبة 11.7% في الخامسة والستين من العمر وما فوق.

### تعداد عام 2010
بلغ عدد سكان شيرمان 38,521 نسمة بحسب تعداد عام 2010، وبلغ عدد الأسر 14,805 أسرة وعدد العائلات 9,442 عائلة مقيمة في المدينة. في حين سجلت الكثافة السكانية 321.8 نسمة لكل كيلومتر مربع (833.5/ميل2). وبلغ عدد الوحدات السكنية 16,404 وحدة بمتوسط كثافة قدره 137 لكل كيلومتر مربع (354.8/ميل2).
وتوزع التركيب العرقي للمدينة بنسبة 71.65% من البيض و11.07% من الأمريكيين الأفارقة و1.39% من الأمريكيين الأصليين و1.68% من الأمريكيين ذوي الأصول الآسيوية و0.03% من سكان جزر المحيط الهادئ و10.62% من الأعراق الأخرى و3.56% من عرقين مختلطين أو أكثر و20.46% من الهسبانيون أو اللاتينيون من أي عرق.
بلغ عدد الأسر 14,805 أسرة كانت نسبة 34.3% منها لديها أطفال تحت سن الثامنة عشر تعيش معهم، وبلغت نسبة الأزواج القاطنين مع بعضهم البعض 43.6% من أصل المجموع الكلي للأسر، ونسبة 14.7% من الأسر كان لديها معيلات من الإناث دون وجود شريك،  بينما كانت نسبة 5.5% من الأسر لديها معيلون من الذكور دون وجود شريكة وكانت نسبة 36.2% من غير العائلات. تألفت نسبة 29.8% من أصل جميع الأسر من عدة أفراد يعيشون في نفس المنزل ونسبة 11.3% كانت تتألف من شخص يعيش بمفرده يبلغ من العمر 65 عاماً أو أكثر. وبلغ متوسط حجم الأسرة المعيشية 2.51، أما متوسط حجم العائلات فبلغ 3.12.
بلغ العمر الوسطي للسكان 33.2 عاماً. وكانت نسبة 25.2% من القاطنين تحت سن الثامنة عشر، وكانت نسبة 13.1% بين الثامنة عشر والرابعة والعشرين عاماً، ونسبة 25.8% كانت واقعةً في الفئة العمرية ما بين الخامسة والعشرين والرابعة والأربعين عاماً، ونسبة 22.7% كانت ما بين الخامسة والأربعين والرابعة والستين، ونسبة 13.2% كانت ضمن فئة الخامسة والستين عاماً فما فوق. وتوزع التركيب الجنسي للسكان بنسبة 47.8% ذكور و52.2% إناث.

## أعلام
- توماس ن. بارنز
- روي ليزلي
- زاك بلير
- بادي تيت
- تيدي بوكنر
- شيري هوارد
- باك أوينز